# Anagrélide
L’anagrélide est un médicament utilisé pour le traitement de la thrombocytémie essentielle.

## Mode d’action et précautions
Il s’agit d’un inhibiteur de la phospholipase A2. Ce produit peut entraîner, dans de rares cas, une pneumonie interstitielle.

## Utilisation
L’anagrélide est un traitement de première ligne de la thrombocytémie essentielle aux États-Unis, au Japon et dans d'autres pays. C'est un traitement de deuxième ligne en Europe, utilisé en cas d’intolérance ou d’absence de réponse à un traitement par hydroxycarbamide . L'arrêt brusque de l'anagrélide est à éviter en raison d'un risque de thromboses. 